# 喬科威尼蒂鎮區 (北卡羅萊納州博福特縣)
喬科威尼蒂鎮區（英語：Chocowinity Township）是位於美國北卡羅萊納州博福特縣的一個鎮區。

## 地方資料
喬科威尼蒂鎮區的面積為414.13平方千米，皆為陸地。根據2020年美國人口普查的數據，當地共有人口9938人，而人口密度為每平方千米24人。